# 24701 Еліу-Ене
24701 Еліу-Ене (24701 Elyu-Ene) — астероїд головного поясу, відкритий 15 листопада 1990 року.
Тіссеранів параметр щодо Юпітера — 2,974.